# Alba Teruel Ribes
Alba Teruel Ribes   (Benigànim, 17 d'agost de 1996) és una ciclista valenciana. Professional des del 2015, actualment milita a l'equip Laboral Kutxa - Fundación Euskadi. Combina la carretera amb el ciclocròs.

## Palmarès en ruta
- 2015
  - 1a al Trofeu Zamora
- 2016
  - 1a a la Volta a València i vencedora d'una etapa
- 2017
  - 1a a la Volta a València i vencedora d'una etapa

### Resultats a les Grans Voltes

#### Tour de França
- 2025: Abandona a la 9a etapa

#### Volta a Espanya
- 2025: Abandona a la 7a etapa

## Palmarès en ciclocròs
- 2015
  -  Campiona d'Espanya sub-23 en ciclocròs